# Amauroderma scopulosum
Amauroderma scopulosum är en svampart som först beskrevs av Miles Joseph Berkeley, och fick sitt nu gällande namn av Imazeki 1952. Amauroderma scopulosum ingår i släktet Amauroderma och familjen Ganodermataceae.   Inga underarter finns listade i Catalogue of Life.